# Kultura stare Ilirije
Kultura starodavne Ilirije ali Ilirska kultura se začne v srednji bronasti in zlasti ob koncu pozne bronaste dobe kazati z vse bolj jasnimi potezami. Za keramiko kot tipičen element je značilna obsežna uporaba oblik z dvema ročajema, ki štrlita iz roba, ter okrasje z geometrijskimi motivi. V tem času so nastala prva utrjena naselja. Lokalna metalurgija je izdelovala različne vrste orožja na podlagi egejskih prototipov z dodelavo umetniških oblik. Glavno orodje so bile sekire lokalnih tipov »dalmatinsko-albanski« in škodran, pa tudi južni tip dvojne sekire. Duhovno kulturo izraža tudi pogrebni obred z gomilami (tumuli), v katerih je bilo najdeno bogato gradivo arheoloških artefaktov.

## Pregled

### Ilirski jezik
Ilirski jezik je bil indoevropski jezik ali skupina jezikov, ki so jih v antiki govorili Iliri v jugovzhodni Evropi. Jezik ni izpričan z izjemo osebnih imen in krajevnih imen. Iz teh lahko potegnemo ravno dovolj podatkov, da lahko sklepamo, da je pripadal indoevropski jezikovni družini. V starodavnih virih se izraz Iliri uporablja za širok spekter plemen, ki so se naselila na velikem območju jugovzhodne Evrope, vključno z Ardiaeji, Autariati, Delmati, Dassareti, Enchelei, Labeatae, Panonii, Parthini, Taulantii in drugimi. Ni znano, v kolikšni meri so vsa ta plemena tvorila homogeno jezikovno skupino, vendar je preučevanje potrjenih eponimov vodilo do identifikacije jezikovnega jedra na jugu tega območja, približno okoli današnje Albanije in Črne gore, kjer naj bi se govorilo ožje ilirsko.
O odnosih med ilirščino in sosednjimi jeziki je malo znanega. Zaradi pomanjkanja več informacij je ilirščina običajno opisana kot tista, ki zaseda svojo vejo v indoevropskem družinskem deblu. Predlagano je bilo tesno sorodstvo z mesapikom, ki so ga nekoč govorili v južni Italiji, vendar ostaja nedokazano. Razpravljalo se je tudi o razmerju z venetskimi in liburnskimi, vendar jih zdaj večina učenjakov zavrača. Med sodobnimi jeziki se za albanščino pogosto domneva, da je preživeli potomec ilirščine, čeprav tudi to ostaja nedokazano.
V zgodnjem novem veku in vse do 19. stoletja se je izraz ilirski uporabljal tudi za sodobni južnoslovanski jezik Dalmacije, ki je danes označen kot srbohrvaški. Ta jezik je le občasno povezan s staro ilirščino, saj imata skupnega teoretiziranega prednika, protoindoevropejščino; oba jezika nista bila nikoli v stiku, saj je ilirščina izumrla pred slovanskimi preselitvami v jugovzhodno Evropo z možno izjemo prednika albanščine.

### Ilirska vera
Iliri so bili kot večina starodavnih civilizacij politeistični in so častili številne bogove in božanstva, ki so se razvili iz moči narave. Največ sledov – še premalo raziskanih – verskih praks predrimske dobe so tiste, povezane z versko simboliko. Simboli so upodobljeni v vseh vrstah ornamentov in razkrivajo, da je bilo glavni predmet prazgodovinskega kulta Ilirov Sonce, čaščeno v razširjenem in zapletenem verskem sistemu. Solarno božanstvo je bilo upodobljeno kot geometrijska figura, kot so spirala, koncentrični krog in svastika, ali kot živalska figura, kot so ptice, kače in konji. Simboli vodne ptice in konja so bili pogostejši na severu, medtem ko je bila kača pogostejša na jugu. Ilirska božanstva so bila omenjena v napisih na kipih, spomenikih in kovancih rimskega obdobja, nekatera pa so jih antični pisci interpretirali s primerjalno religijo. Zdi se, da ni enega najvidnejšega boga za vsa ilirska plemena in številna božanstva se očitno pojavljajo samo v določenih regijah.
V Iliriji je bil Dei-pátrous bog, ki so ga častili kot očeta neba, Prende je bila boginja ljubezni in soproga boga groma Perendija, En ali Enji je bil bog ognja, Jupiter Parthinus je bil glavno božanstvo Parthinijev, Redon je bil skrbniško božanstvo mornarjev, ki se pojavlja na številnih napisih v obalnih mestih Lissus, Daorson, Scodra in Dyrrhachium, medtem ko je bil Medaurus božanstvo zaščitnik Risiniuma z monumentalnim konjeniškim kipom, ki je dominiral mestu z akropole. V Dalmaciji in Panoniji je bila ena najbolj priljubljenih obrednih tradicij v rimskem obdobju kult rimskega božanstva varuha divjine, gozdov in polj Silvana, upodobljenega z ikonografijo Pana. Rimsko božanstvo vina, plodnosti in svobode Liber so častili z atributi Silvana in Termina, boga zaščitnika meja. Tadenus je bilo dalmatinsko božanstvo, ki je na napisih, najdenih blizu izvira reke Bosne, nosilo identiteto ali epitet Apolona. Delmati so imeli Armata tudi kot boga vojne v Delminiju. Silvane, množina Silvana v ženskem rodu, so bile predstavljene na mnogih posvetilih po Panoniji. V toplih vrelcih Topuskega (Pannonia Superior) so bili daritveni oltarji posvečeni Vidasu in Thani (identificirani s Silvanom in Diano), katerih imeni vedno stojita drug ob drugem kot spremljevalca. Aecorna ali Arquornia je bila jezerska ali rečna boginja skrbnica, ki so jo častili izključno v mestih Nauport in Emona, kjer je bila poleg Jupitra najpomembnejše božanstvo. Labur je bil tudi lokalno božanstvo, ki so ga častili v Emoni, morda božanstvo, ki je varovalo čolnarje, ki so pluli.
Zdi se, da Iliri niso razvili enotne kozmologije, na kateri bi se osredotočili njihovi verski običaji. Številni ilirski toponimi in antroponimi, ki izhajajo iz imen živali in odražajo verovanje v živali kot mitološke prednike in zaščitnike. Kača je bila eden najpomembnejših živalskih totemov. Iliri so verjeli v moč urokov in zlega očesa, v magično moč zaščitnih in blagodejnih amuletov, ki lahko odvrnejo zle oko ali slabe namene sovražnikov. Tudi človeško darovanje je imelo  vlogo v življenju Ilirov. Arijan zapiše, da je poglavar Klejt Ilirski žrtvoval tri fante, tri dekleta in tri ovne tik pred svojo bitko z Aleksandrom Velikim. Najpogostejši tip pokopa pri železnodobnih Ilirih je bil tumulus ali gomila. Okoli tega je bil pokopan sorodnik prvih grobov in višji ko so bili v teh grobovih status, višja je bila gomila. Arheologija je našla veliko artefaktov, ki so bili v teh grobovih, kot so orožje, okraski, oblačila in glinene posode. Bogat spekter verskih prepričanj in pogrebnih obredov, ki so se pojavili v Iliriji, zlasti v rimskem obdobju, lahko odražajo razlike v kulturnih identitetah v tej regiji.

#### Niketa Remezijanski
Niketa (okoli 335–414) je bil škof v Remesiani (današnja Bela Palanka, Srbija), ki je bila takrat v rimski provinci Dacia Mediterranea. Glede na zanesljive vire arheomuzikologije, vključno z britanskimi, francoskimi in italijanskimi, je Niketa zapisal: »Jaz sem Dardanec« (latinsko Dardanus sum).
Niketa je spodbujal latinsko sveto glasbo za uporabo med evharističnim bogoslužjem in domnevno je zložil številne liturgične pesmi, med katere nekateri učenjaki 20. stoletja štejejo glavno latinsko krščansko hvalnico Te Deum, ki jo tradicionalno pripisujejo Ambrožu in Avguštinu. Domneva se, da je bil misijonar pri barbarskem tračanskem plemenu Besi.
Iz njegovega glavnega doktrinarnega dela, Navodil za kandidate za krst, so ohranjeni dolgi odlomki v šestih knjigah. Kažejo, da je poudarjal ortodoksno stališče v trinitarnem nauku. Vsebujejo izraz »občestvo svetnikov« o veri v mistično vez, ki povezuje žive in mrtve v nekem upanju in ljubezni. O prejšnji uporabi tega izraza, ki je od takrat igral osrednjo vlogo v formulacijah krščanskega veroizpovedi, ni nobenega dokaza. Njegov svetniški dan je 22. junij.

#### Hieronim
{{glavni>|Sveti Hieronim}}
Hieronim (latinsko Eusebius Sophronius Hieronymus; starogrško Εὐσέβιος Σωφρόνιος Ἱερώνυμος; ok. 342 – ok. 347 – 30. september 420), znan tudi kot Hieronim iz Stridona, je bil krščanski duhovnik, spovednik, teolog in zgodovinar; splošno znan kot sveti Hieronim.
Hieronim se je rodil v Stridonu (Ilirija), vasi blizu Emone na meji Dalmacije in Panonije. Najbolj znan je po svojem prevodu večjega dela Svetega pisma v latinščino (prevod, ki je postal znan kot Vulgata) in njegovih komentarjih na celotno Sveto pismo. Hieronim je poskušal ustvariti prevod Stare zaveze na podlagi hebrejske različice in ne Septuaginte, saj so latinske prevode Svetega pisma izvajali pred njim. Seznam njegovih spisov je obsežen, poleg svetopisemskih del pa je pisal polemične in zgodovinske eseje, vedno s perspektive teologa.
Hieronim je bil znan po svojih naukih o krščanskem moralnem življenju, zlasti tistim, ki so živeli v kozmopolitskih središčih, kot je Rim. V mnogih primerih se je osredotočil na življenje žensk in ugotovil, kako naj živi Jezusu predana ženska. Ta osredotočenost je izhajala iz njegovih tesnih pokroviteljskih odnosov z več uglednimi asketkami, ki so bile članice premožnih senatorskih družin.
Zaradi Hieronimovega dela ga katoliška cerkev priznava za svetnika in cerkvenega učitelja ter za svetnika v vzhodni pravoslavni cerkvi, luteranski cerkvi in anglikanskem občestvu. Njegov praznik je 30. september (po gregorijanskem koledarju).
Sveti Hieronim je prispeval tudi na področju izobraževanja, pedagogike in kulture. Kot krščanski učenjak je vse življenje v številnih pismih podrobno opisal svojo pedagogiko deklet. Ni verjel, da telo potrebuje urjenje, zato se je zavzemal za post in usmrtitev, da bi ukrotili telo. Kot gradivo za branje priporoča samo Sveto pismo, z omejeno izpostavljenostjo, in svari pred glasbili. Zagovarja, da se dekletom ne dopušča interakcije z družbo in da imajo »naklonjenost do enega od svojih spremljevalcev kot do drugih«. Priporoča poučevanje abecede s kockami slonovine namesto pomnjenja, tako da »se bo tako učila z igranjem«. Bil je zagovornik pozitivne okrepitve in pravi: »Ne grajajte je zaradi težav, ki jih ima pri učenju. Nasprotno, spodbujajte jo tako, da pohvala...«

### Kultura Drilon-Mati-Glasinac
Kultura Drilon-Mati-Glasinac je arheološka kultura, ki se je najprej razvila v pozni bronasti in starejši železni dobi na zahodnem Balkanskem polotoku na območju, ki je obsegalo večji del sodobne Albanije na jugu, Kosovo na vzhodu, Črno goro, jugovzhodno Bosno in Hercegovino ter dele zahodne Srbije na severu. Ime je dobilo po najdiščih tipa Glasinac in Mati, ki sta v Bosni in Hercegovini oziroma Albaniji.
Kultura Glasinac-Mati predstavlja tako kontinuiteto srednjebronastodobnih praks na zahodnem Balkanu kot novosti, ki so posebej povezane z zgodnjo železno dobo. Njen pojav sovpada z razcvetom prebivalstva v regiji, kar potrjujejo številna nova mesta, ki so se razvila v tistem obdobju. Eden od opredeljujočih elementov Glasinca-Mati je uporaba grobnih gomil kot metode inhumacije. Železne sekire in drugo orožje so značilni predmeti, najdeni v tumulih vseh subregionalnih različic Glasinca-Mati. Ko se je širila in zlivala z drugimi podobnimi materialnimi kulturami, je zajela območje, ki je bilo v klasični antiki znano kot Ilirija.

### Kultura Komani-Kruja
Kultura Komani-Kruja je arheološka kultura, izpričana od pozne antike do srednjega veka v srednji in severni Albaniji, južni Črni gori in podobnih najdiščih v zahodnih delih Severne Makedonije. Sestavljajo ga naselbine, običajno zgrajene pod gradišči vzdolž cestnih omrežij Lezhë (Praevalitana)-Dardania in Via Egnatia, ki so povezovale jadransko obalo z osrednjimi balkanskimi rimskimi provincami. Njeno tipsko najdišče so Komani z gradiščem na bližnjem hribu Dalmace v dolini reke Drim. Kruja in Lezha predstavljata pomembni najdišči kulture. Prebivalstvo Komani-Kruja predstavlja lokalno, zahodnobalkansko ljudstvo, ki je bilo vezano na rimski Justinijanov vojaški sistem utrdb. Razvoj Komani-Kruje je pomemben za preučevanje prehoda med klasičnim antičnim prebivalstvom Albanije v srednjeveške Albance, ki so bili v zgodovinskih zapisih izpričani v 11. stoletju.

## Ilirska umetnost
V bronasti dobi so se na ozemlju Albanije začela pojavljati številna ilirska in starogrška plemena, ki so hkrati ustanovila več umetniških središč. Obe kulturi sta veliko uporabljali terakoto, predvsem za reliefe in druge arhitekturne namene. Precej figur iz terakote, med drugim Ilirov, so našli pri Belšu, poleg tega pa tudi po vsej Albaniji.
Umetnost lončarstva je cvetela tudi v tem obdobju in velja za eno najznačilnejših umetnosti iz antike. V lončarski umetnosti so bili utelešeni različni simboli, obredi, jezik in folklora. Devolsko keramiko, poimenovano po dolini Devol, so izdelovali Iliri. Keramika Ilirov je bila sprva sestavljena iz geometrijskih vzorcev, kot so krogi, kvadrati, diamanti in drugi podobni motivi, kasneje pa je nanjo vplivala starogrška keramika.
Že od najzgodnejših časov so mozaike uporabljali za pokrivanje tal v glavnih prostorih stavb, palač in grobnic, pa tudi v formalnih prostorih zasebnih hiš. Uporaba mozaika se je razširila v Iliriji in starogrških kolonijah znotraj ilirske obale na Jadranskem in Jonskem morju. Najzgodnejši primeri talnih mozaikov segajo v antično obdobje v Apoloniji, Butrintu, Tirani, Linu (Korča) in Draču.
Draška lepotica, najzgodnejši mozaik, odkrit v Albaniji, je večbarvni mozaik iz 4. stoletja pr. n. št., narejen predvsem iz raznobarvnih kamenčkov. Ima čudovito gracioznost svoje figure in odličnost umetniške ustvarjalnosti. Mozaik velikosti 9 m2 je eliptične oblike in prikazuje žensko glavo na črnem ozadju, obdano s cvetjem in drugimi cvetličnimi elementi. Odkrili so ga leta 1918 v Draču, od leta 1982 pa je na ogled v Narodnem zgodovinskem muzeju Albanije v Tirani.
Rimsko obdobje je zaznamovano s produkcijo kipov, predstavljenih kot simbolna umetnost. Na rimsko kiparstvo so v veliki meri vplivale skulpture Grčije in etruščanske civilizacije, impresivne primere pa najdemo predvsem v mestih Apolonija in Butrint, ki sta v tem obdobju cveteli.

## Ilirska arhitektura
Začetki arhitekture v stari Iliriji segajo v srednji neolitik z odkritjem prazgodovinskih bivališč v Dunavcu in Maliqu. Zgrajeni so bili na leseni ploščadi, ki je počivala na kolih, navpično zabitih v zemljo. Prazgodovinska bivališča Ilirov so sestavljena iz treh tipov, kot so hiše, zaprte v celoti na tleh ali napol pod zemljo, obe najdeni v Cakranu pri Fieru, in hiše, zgrajene nad zemljo.
V bronasti dobi so se Iliri začeli organizirati na svojem ozemlju. Mesta znotraj Ilirije so bila večinoma zgrajena na vrhovih visokih gora, obdana z močno utrjenim obzidjem. Ohranjenih je še nekaj ilirskih spomenikov, na primer v Amantiji, Antigoniji, Billisu, Scodri, Lissusu in Selca e Poštme.
V času klasične antike so se mesta v Iliriji razvila iz notranjosti gradu in so vključevala bivališča, verske in komercialne strukture, z nenehnim preoblikovanjem mestnih trgov in razvojem gradbenih tehnik. Čeprav obstajajo prazgodovinske in klasične strukture, ki se dejansko začnejo z gradnjami kot so Byllis, Amantia, Fenice, Apolonija, Butrint in Skader. Z razširitvijo Rimskega cesarstva na Balkanu je bila impresivna rimska arhitektura zgrajena po vsej državi, medtem ko je najboljši primer v Draču, Tirani in Butrintu.
Po Ilirskih vojnah se je arhitektura močno razvila v 2. stoletju pred našim štetjem s prihodom Rimljanov. Osvojene naselbine in vasi, kot so Apollonia, Butrint, Byllis, Dyrrachium in Hadrianopolis, so bile predvsem modernizirane po rimskih vzorih z izgradnjo foruma, cest, gledališč, promenad, templjev, akvaduktov in drugih družbenih stavb. Obdobje zaznamuje tudi gradnja stadionov in term, ki so bile družbenega pomena kot zbirališča.
Dyrrachium je uspeval v rimskem obdobju in po Ilirskih vojnah postal protektorat. Amfiteater v Draču, ki so ga zgradili Rimljani, je bil takrat največji amfiteater na Balkanskem polotoku. To je edini rimski spomenik, ki se je ohranil do danes.
Via Egnatia, ki jo je zgradil rimski senator Gnej Egnacij, je dve tisočletji delovala kot večnamenska cesta, ki je nekoč povezovala mesta Drač ob Jadranskem morju na zahodu s Konstantinoplom ob Marmarskem morju na vzhodu. Poleg tega je ta pot omogočila rimskim kolonijam na Balkanu neposredno povezavo z Rimom.

## Ladje
Iliri so bili v antičnem svetu zloglasni pomorščaki. Bili so veliki ladjedelci in pomorščaki. Najspretnejši ilirski pomorščaki so bili Liburni, Japodi, Delmati in Ardijeji. Največjo mornarico je zgradil Agron v 3. stoletju pr. Bilo je različnih vrst ilirskih ladij, zgrajenih za različne namene. Glavne vrste ilirskih ladij so bile Lembus, Liburna, Serilia liburnica in Pristis.